# Луана Ліра
Луана Ліра (порт. Luana Lira, 5 березня 1996) — бразильська стрибунка у воду.
Учасниця Олімпійських Ігор 2020 року, де в стрибках з 3-метрового трампліна посіла 21-ше місце.